# Sanzhi Obodoyeva
Sanzhi Obodoyeva (en ruso: Санжи Ободоева; 21 de enero de 1990) es una deportista rusa que compitió en tiro con arco, en la modalidad de arco recurvo.
Ganó una medalla de bronce en el Campeonato Mundial de Tiro con Arco en Sala de 2009 y una medalla de oro en el Campeonato Europeo de Tiro con Arco en Sala de 2008, ambas en la prueba de equipo.

## Palmarés internacional
| Campeonato Mundial en Sala | Campeonato Mundial en Sala | Campeonato Mundial en Sala | Campeonato Mundial en Sala |
| Año                        | Lugar                      | Medalla                    | Prueba                     |
| -------------------------- | -------------------------- | -------------------------- | -------------------------- |
| 2009                       | Rzeszów (Polonia)          | Medalla de bronce          | Equipo                     |
| Campeonato Europeo en Sala |                            |                            |                            |
| Año                        | Lugar                      | Medalla                    | Prueba                     |
| 2008                       | Turín (Italia)             | Medalla de oro             | Equipo                     |